# Anisodes sopater
Anisodes sopater är en fjärilsart som beskrevs av William Schaus 1912. Anisodes sopater ingår i släktet Anisodes och familjen mätare. Inga underarter finns listade i Catalogue of Life.